# Jorge Carlos Della Favera
Jorge Carlos Della Favera (Ijuí, 7 de agosto de 1940 — Rio de Janeiro, 15 de maio de 2021) foi um geólogo brasileiro, conhecido por suas contribuições na área de estratigrafia e exploração de petróleo, especialmente na Bacia de Campos. É considerado um dos pioneiros da geologia do petróleo no Brasil.

## Biografia
Nascido em Ijuí, Rio Grande do Sul, Della Favera era filho de Francisco Della Favera, funcionário público, e Luiza Della Favera, dona de casa. Cresceu em uma família de origem italiana e de condição modesta. Aos 15 anos, mudou-se para Porto Alegre para continuar seus estudos, onde conciliava o trabalho como datilógrafo com a educação.
Formou-se em Geologia pela Universidade Federal do Rio Grande do Sul (UFRGS) em 1963. Logo após sua formatura, ingressou na Petrobras, onde trabalhou por mais de 30 anos.

## Carreira na Petrobras
Na Petrobras, Della Favera iniciou sua carreira na geologia de superfície, realizando mapeamentos geológicos principalmente na Bahia e Espírito Santo. Em 1975, liderou um grupo de estudo que identificou corretamente os turbiditos na Bacia de Campos, contribuindo significativamente para a compreensão das reservas de petróleo da região.

## Contribuições científicas
Della Favera fez contribuições significativas para a estratigrafia e geologia do petróleo no Brasil:
Pioneiro na identificação e estudo de turbiditos na Bacia de Campos em 1975.
Desenvolveu estudos sobre estratigrafia de sequências e geologia de fácies nas bacias sedimentares brasileiras.
Publicou o livro "Fundamentos de Estratigrafia Moderna" em 2001, uma obra de referência na área de geociências no Brasil.

## Carreira acadêmica
Após aposentar-se da Petrobras, Della Favera dedicou-se à carreira acadêmica:
Foi professor titular de Estratigrafia na Universidade do Estado do Rio de Janeiro (UERJ).
Atuou no programa de pós-graduação do Instituto de Geociências da UFRGS.

## Vida pessoal e contexto político
Della Favera casou-se logo após ingressar na Petrobras, em março de 1964, com uma moça de Santo Amaro que conheceu no próprio trabalho. Seus filhos nasceram na Bahia, onde viveu por 11 anos trabalhando para a Petrobras.
Como estudante universitário na década de 1960, Della Favera participou ativamente de manifestações políticas, identificando-se com ideais de esquerda. O golpe militar de 1964 ocorreu quando ele estava iniciando sua carreira na Petrobras, resultando em mudanças significativas no ambiente político e profissional.
Após o golpe, Della Favera relata que muitos de seus colegas foram presos e que ele e outros foram fichados como "comunistas". As atividades políticas e sindicais foram drasticamente reduzidas, e havia serviços de investigação dentro da própria Petrobras.
Apesar das restrições, Della Favera conseguiu prosseguir com sua carreira na Petrobras, adotando uma postura mais cautelosa para se adaptar à nova realidade política. 

## Legado
Jorge Carlos Della Favera é reconhecido como um dos pioneiros da geologia do petróleo no Brasil. Seu trabalho na Bacia de Campos foi crucial para o desenvolvimento da exploração de petróleo em águas profundas no país. Um monte submarino na Bacia de Campos foi nomeado "Seamount Della Favera" em sua homenagem.